# Stixis grossepunctata
Stixis grossepunctata är en skalbaggsart som beskrevs av Stefan von Breuning 1942. Stixis grossepunctata ingår i släktet Stixis och familjen långhorningar. Inga underarter finns listade i Catalogue of Life.